# Jakoluoto
Jakoluoto est une île de l'archipel finlandais à Naantali en Finlande.

## Géographie
L'île est à environ 14 kilomètres à l'ouest de Turku.
La superficie de l'île est de 3,3 hectares et sa plus grande longueur est de 320 mètres dans la direction  est-ouest,.
Jakoluoto est couverte principalement de conifères.

### Articlesconnexes
- Liste d'îles de Finlande